# Luis Jerónimo de Cabrera

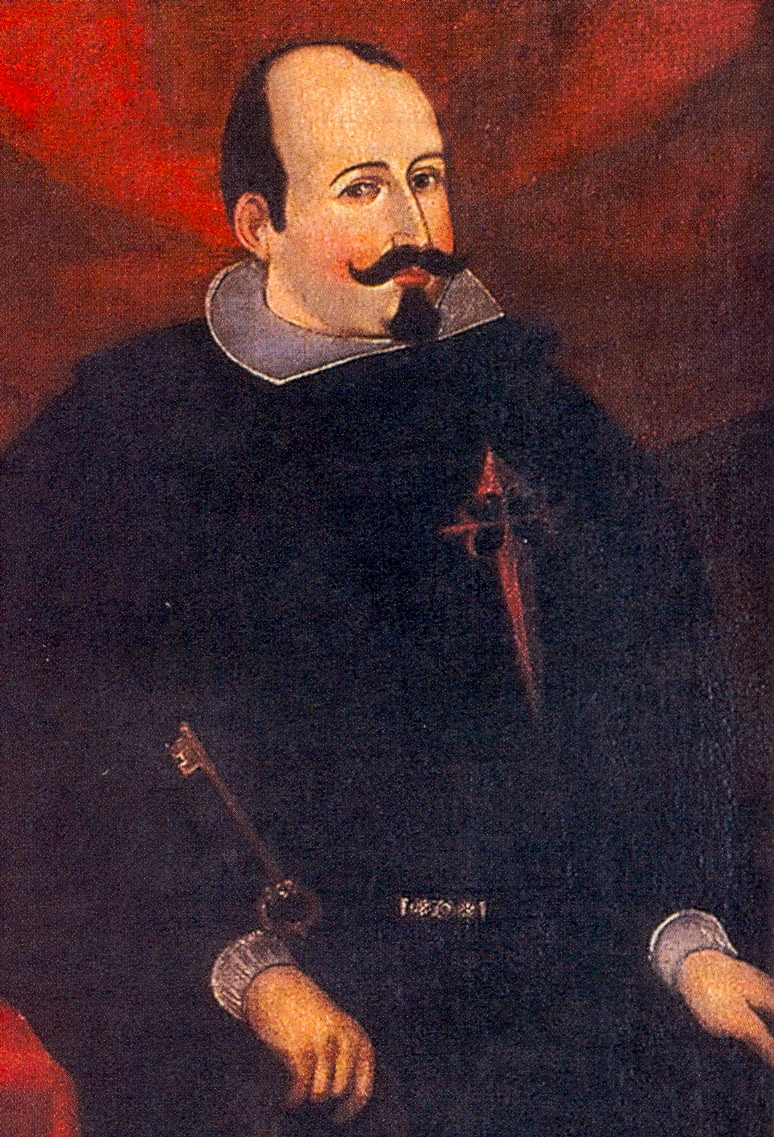
Luis Jerónimo de Cabrera, Graf von Chinchón

Luis Jerónimo Fernández de Cabrera y Bobadilla, 4. conde de Chinchon (* 20. Oktober 1586 in Madrid, Spanien; † 28. Oktober 1647 ebenda) war ein spanischer Kolonialverwalter, der als Vizekönig von Peru amtierte.

## Leben
Cabrera entstammte einer Familie des Hochadels am Hofe der spanischen Könige. Er war Mitglied im Orden von Santiago und Kammerherr am Hofe König Philipps III. von Spanien.
1621 heiratete er Ana de Osorio, nach deren Tod vermählte er sich mit Francisca Henríquez de Ribera.
Er wurde zum Vizekönig von Peru berufen und schiffte sich im August 1628 von Cádiz aus nach Südamerika ein. In Lima kam er am 14. Januar 1629 an, um sein Amt zu übernehmen.
Er entsandte mehrere Forschungsmissionen an den Amazonas, 1638 unter Leitung von Pedro Teixeira, der mit den Jesuitenpatres Artieda und Acuña das unerforschte Land jenseits der Kordilleren erstmals durchmaß.
Die Kolonie in Chile, die im permanenten Krieg mit aufständischen Mapuche lag, unterstützte er mit umfangreichen Verstärkungstruppen.
Manuel de Mendiburu schildert Cabrera als sittenstrengen und streng religiösen Mann, unter dessen Herrschaft die Gerichte der Inquisition ihren Tribut forderten. Zugleich sorgte sich Cabrera aber um das Schicksal der Eingeborenen und machte sich beim König für die Abschaffung der Verpflichtung zur Zwangsarbeit stark.
Am 18. Dezember 1639 übergab Cabrera das Amt an seinen Nachfolger. Er machte sich auf die Rückreise nach Europa; auf der Reise starb in Cartagena seine zweite Frau, Francisca Henríquez de Ribera. Er selbst erreichte Europa, wo er Mitglied im Staatsrat wurde und König Philipp IV. auf Feldzügen begleitete.